# DAISUKE!
DAISUKE!（だいすけ）とはジェネオン・ユニバーサル・エンターテイメントのアニメーションレーベル・RONDO ROBEが企画した女性向けのオリジナル・コンテンツである。

## 概要
- コンテンツが生まれた経緯ははっきりしないが、事の起こりは男性声優界の名前に「ダイスケ」と言う名前が多いことから、その中から代表して5人を出演者として集めそれがドラマCDと言う形で実現する運びとなった。
- 媒体がドラマCDにもかかわらずテレビでCMが流れた珍しい作品である（ジェネオンユニバーサルがスポンサーとなっているテレビアニメの中で放送されている）。

## ストーリー
- 舞台はとある街中にある小さなバー・「DICE」、そこは店長である赤城ダイスケとアルバイト2人で運営している。バーの名前を「DICE」にしたせいか、集まっている人間は皆それぞれタイプが違う「ダイスケ」と言う名前の男たち。キャラクターは名字で色分けがされており、イメージカラーはキャラクターを参照。

## キャラクター
※キャストはドラマCDからのもの。
赤城ダイスケ
声 - 小野大輔
8月3日生まれ・獅子座のB型、26歳、兄弟はおらず一人っ子。イメージカラー：赤
「DICE」のマスター、バーデンダーとしての腕は一流だが、店をほったらかしにして趣味であるバイクのツーリングに出たり、根っからのプレイボーイで美女及びバーの女性客を口説く為、アルバイトである若葉（後述）にしょっしゅう怒られている。店の客曰く「若葉とのやり取りはまるでまるで夫婦のようである」とのことである。実際赤城自身も自分より働き者である若葉の事は気に入っている。
若葉ダイスケ
声 - 浪川大輔
12月27日生まれ、23歳、山羊座のA型、兄が一人いる。イメージカラー：緑（若葉色）
「DICE」のアルバイト、大学を卒業し、現在はバーの近くにある大学院の理工学部でバイオ関連の研究をしている為、インドア派で若干オタク気質。メガネをかけていて性格は大人しめと言う、いわゆる草食系男子。一人暮らしが長く自炊もしており、料理が上手く大学院でも自作の弁当をいつも持参していて、自信作が出来るとバーにも持ってくる。得意料理はパスタである。家では「ゲノム」と言う名の猫を飼っている。実家は茶道の家元で、若葉自身も少々嗜んでいる。また極度の巻き込まれ体質で赤城や山吹（後述）の妄想に巻き込まれ、山吹の妄想に巻き込まれた時には誤ってキスされたことがある。
桃麻ダイスケ
声 - 阪口大助
4月19日生まれ、20歳（初登場時19歳）、牡羊座のB型、上に姉が3人いる末っ子。イメージカラー：ピンク（桃色）
「DICE」のアルバイト、若葉の大学の後輩。本来ならバーは酒類を扱う接客業なので未成年は雇えないのだが、「絶対に酒を飲まない」ことを条件に無理矢理アルバイトとして働くこととなった。小悪魔系の甘え上手と根っからの末っ子気質で、その為の処世術を見につけている。目上の人間に対してもタメ語の為、若葉からは「接客業としての基本がなってない!!」と怒られている。また中学・高校と一貫して男子校だった為、本気で女の子と付き合った事は無い。キャラクターの中では唯一の平成生まれである。
山吹ダイスケ
声 - 岸尾だいすけ
3月3日生まれ、22歳、魚座のO型、妹・弟が一人ずついる長男。イメージカラー：黄色（山吹色）
社会人になったばかりの青年で会社では営業職につく、社会人としても営業マンとしても未熟で何かと常に空回りしていて、営業に必要な商品を壊してしまう事もしばしば。バー・「DICE」にはアポ無しの飛び込み営業として登場する。一流の営業マンになる事と、自分の運命の恋人との幸せな結婚生活を夢みている為、すぐ妄想に入ってしまい、無意識に他人を巻き込んでしまう。そう言った経緯で食費を削って常に貯金は欠かさないが、まだその運命の恋人には一人も出会っておらず、これまで付きあった恋人も0人の為か純情で一途な面がある。物事にはすぐのめり込むタイプである。また運動神経が良くバク宙が得意。
黒川ダイスケ
声 - 平川大輔
9月15日生まれ、32歳、乙女座のAB型、イメージカラー：黒
とあるIT会社の若社長、家族構成は不明だが名門の出。プライドが高く尊大な性格であるが、優しい一面もあるいわゆるツンデレ気質である。また他人に弱みを見せたくないため、過去の経験をひた隠しにしている。バー・「DICE」には行方不明になっていた若葉の飼い猫・ゲノムを連れてやってくるが、極度の猫アレルギーでくしゃみに悩まされていた。または「DICE」で出会った自分と正反対の性格である赤城とそりが合わず、そこである勝負を繰り広げることとなる。

## スタッフ
- 脚本 - 猪爪慎一
- キャラクターデザイン・イラスト - キリシマソウ
- ディレクター - 浦狩裕樹（HALF H・P STUDIO）
- プロデュース - 土肥範子（ジェネオン・ユニバーサル・エンターテイメントジャパン）※当時。現在はワーナー・ホーム・ビデオに在籍。
- エグゼクティブプロデューサー - 川村明廣（ジェネオン・ユニバーサル・エンターテイメントジャパン）

## ドラマCD
- DAISUKE! 〜冬の有明で出会ったキミへ〜（2009年12月29日〜31日 コミックマーケット77限定販売）
- DAISUKE! 〜聖なるバレンタインとキミだけのボクら〜（2010年1月27日発売）
- DAISUKE! 〜戦慄のバースデー!リベンジに来たアイツ〜（2010年4月21日発売）
- DAISUKE! Winter Lover 〜忘れられないキミと、雪の彼方へ〜（2011年1月26日発売）

## 備考
- 今作の企画が生まれる前に、出演している小野大輔は2007年に自身の歌手デビュー・ミニアルバム発売を記念し、声優界の「ダイスケ」からコメントが寄せられている（偶然ではあるが、コメントでは今作の出演者の他に桐井大介・郷里大輔もコメントを寄せていた）。